# هری دیل (بازیکن فوتبال)
هری دیل (انگلیسی: Harry Dale; ۲۳ آوریل ۱۸۹۹ – ۵ فوریهٔ ۱۹۸۵) بازیکن فوتبال بود.
از باشگاه‌هایی که در آن بازی کرده‌است می‌توان به باشگاه فوتبال ردینگ اشاره کرد.